# سیارک ۸۵۵۵۹
سیارک ۸۵۵۵۹ (به انگلیسی: 85559 Villecroze، نامگذاری:1998AC5) هشتاد و پنج هزار و پانصد و پنجاه و نهمین سیارک کشف شده‌است که در ۸ ژانویه ۱۹۹۸ کشف شد.